# داي اوف إنفامي
داي اوف إنفامي (بالإنجليزية: Day of Infamy)‏ هي لعبة فيديو من نوع تصويب منظور الشخص الأول وأحداثها أثناء أحداث الحرب العالمية الثانية، تم تطويرها ونشرها بواسطة نيو ورلد إنتراكتيف ، تم استخدام محرك سورس في أنشاء اللعبة، وتعمل على منصات مايكروسوفت ويندوز، لينكس وأو إس إكس.